# Wahbi Khazri
Wahbi Khazri (in arabo وهبي خزري‎?; Ajaccio, 8 febbraio 1991) è un calciatore francese naturalizzato tunisino, attaccante svincolato.

## Biografia
Nato in Corsica da una famiglia di origini tunisine, è fratello di Foued Khazri, anch'egli calciatore.

## Caratteristiche tecniche
Gioca prevalentemente come ala sinistra, in un centrocampo a quattro o in un attacco a tre. Dotato di un tiro potente e preciso, è in grado di segnare anche calciando da fuori area, abilità che gli torna utile nell'andare in gol nei calci di punizione dal limite dell'area avversaria. Dispone di ottima tecnica individuale, è un buon passatore e può essere schierato anche come attaccante.

## Carriera

### Club

#### Bastia
Nonostante sia nato ad Ajaccio, Khazri cresce calcisticamente nella squadra francese del Bastia con cui, dopo le giovanili,dal 2009 al 2014 ha collezionato 172 presenze e 31 reti nei campionati disputati con il club con cui ha vissuto sia una retrocessione dalla Ligue 2 al Championnat National nel 2010, che una doppia promozione consecutiva prima nel 2011 (risalendo immediatamente in Ligue 2) e poi nel 2012 visto che il club è tornato in Ligue 1 quell'anno dopo 7 anni di assenza dalla massima serie francese (l'ultima volta risaliva al 2004-2005, anno in cui il club corso è retrocesso da penultimo). È rimasto nel club della Corsica fino al 2014, contribuendo per 2 stagioni a 2 tranquille salvezze consecutive della squadra arrivata 12ª nel 2012-2013 e addirittura 10ª nella seconda (e ultima) stagione, totalizzando 61 presenze e 13 reti in Ligue 1.

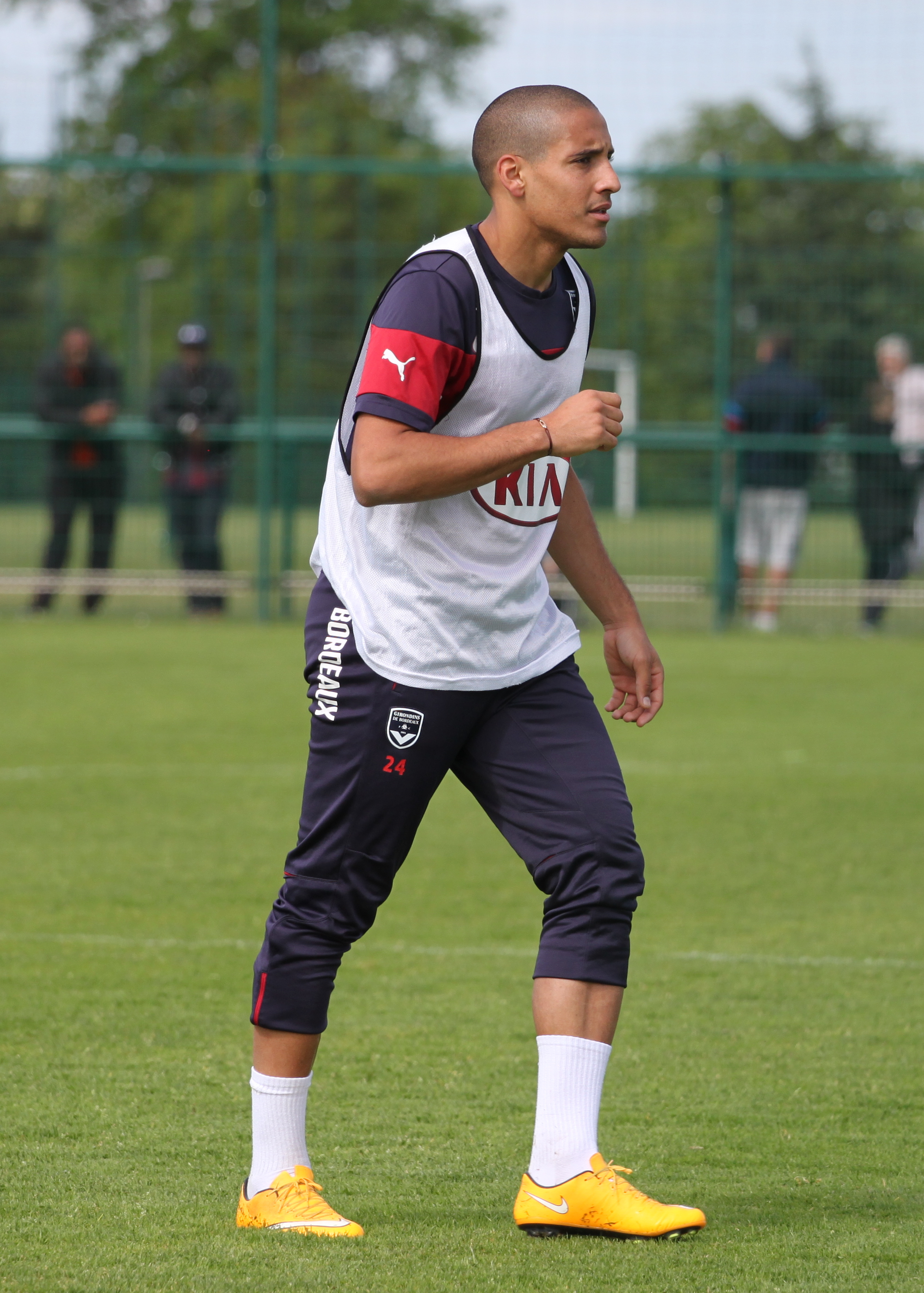
Khazri in allenamento con il nel 2015.

#### Bordeaux
Successivamente si trasferisce al Bordeaux, che lo ha strappato all'Udinese, con cui milita fino al gennaio 2016 ottenendo 52 presenze e 14 gol in Ligue 1. Con il club girondino è titolare fisso e debutta nelle coppa europee alla seconda stagione in Europa League il 30 luglio 2015 nella sfida di qualificazione vinta per 3-0 in casa sui ciprioti dell'AEK Larnaca. Segna la prima rete in campo europeo il 20 agosto nel preliminare contro il Kairat Almaty segnando il goal del decisivo 1-0.

#### Sunderland
Verso la fine del mese di gennaio 2016 passa in Premier League al Sunderland. Con il club inglese è protagonista nei primi 5 mesi risultando decisivo per la salvezza dei Black Cats; segna la sua prima rete alla terza presenza il 13 febbraio mettendo a segno il provvisorio 1-0 dopo soli 3 minuti di gioco nella sfida vinta per 2-1 contro il Manchester United.

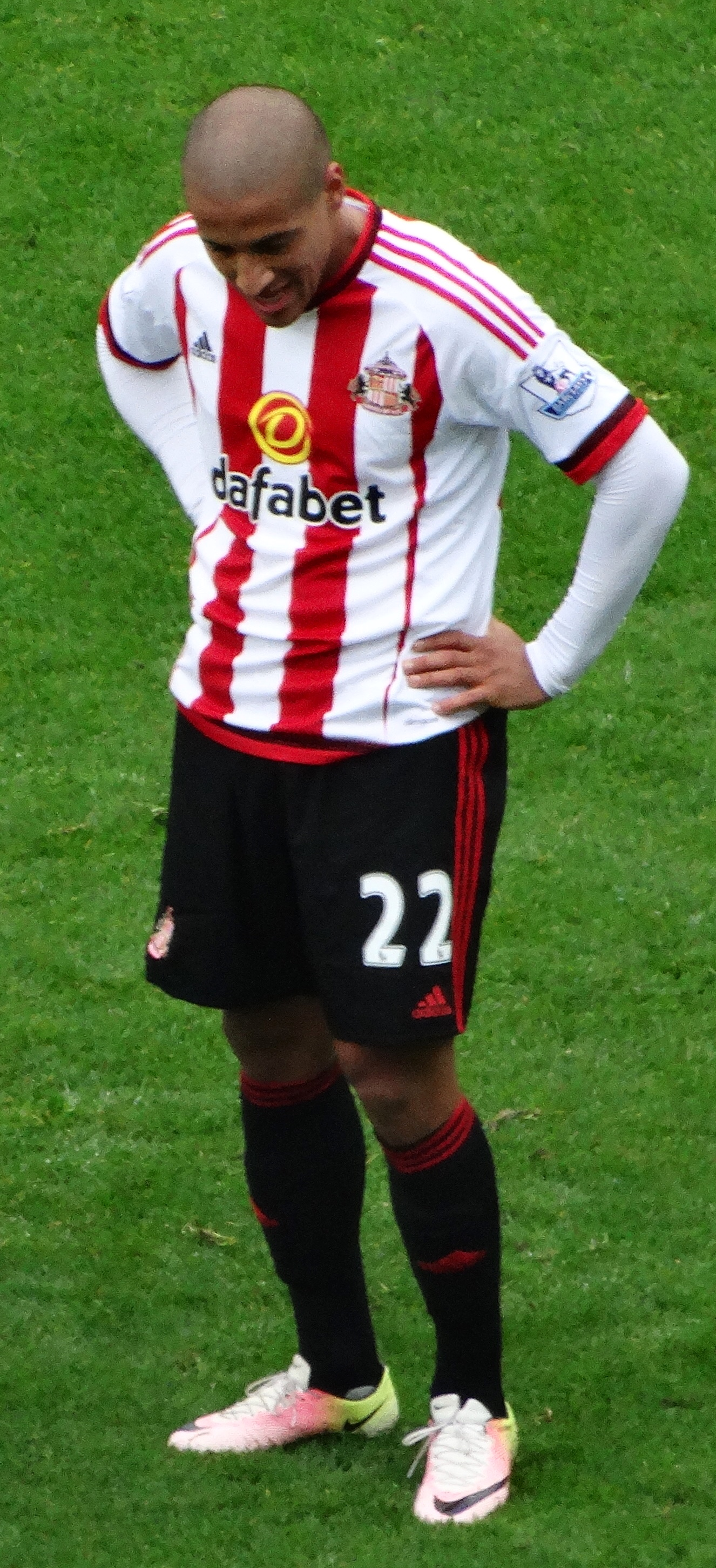
Khazri durante Sunderland-Chelsea del 7 maggio 2016.

La sua seconda rete è di vitale importanza per la squadra: la realizza il 7 maggio 2016 in occasione della vittoria interna per 3-2 contro il Chelsea segnando il goal del provvisorio 1-1 contro i Blues con un grande tiro al volo da fuori area al 41º minuto del primo tempo, avviando una rimonta che ha poi consentito ai biancorossi di ottenere un successo decisivo in chiave salvezza superando così i rivali del nord-est (oltre che di classifica) del Newcastle portando il Sunderland a quota 35 punti contro i 34 del Newcastle al terz'ultimo posto in piena zona retrocessione alla 37ª (e penultima) giornata di campionato. Nella stessa partita ha causato un rosso diretto al capitano dei londinesi John Terry, costringendolo a saltare le ultime 2 partite del suo club per squalifica.
La definitiva salvezza arriva 4 giorni dopo in occasione del recupero della 30ª giornata a seguito della netta vittoria in casa per 3-0 sull'Everton, in cui il franco-tunisino (pur giocando 86 minuti prima di venire sostituito da Duncan Watmore) non va a segno. In totale ha segnato 2 reti in 14 presenze nel pentamestre 2016.
Nell'estate del 2016 le cose cambiano in negativo per Wahbi: l'allenatore che ha portato alla salvezza il club inglese Sam Allardyce ha lasciato per andare ad allenare la Nazionale inglese e al suo posto è arrivato David Moyes; con il tecnico scozzese Khazri ha avuto un pessimo rapporto venendo relegato spesso in panchina tanto da esprimersi successivamente in maniera negativa sul tecnico. Per le ultime 2 gare della stagione non è stato neppure convocato.
Con il Sunderland ha totalizzato 21 presenze e 1 rete in Premier League nella stagione 2016-2017, andando a segno nella sfida pareggiata per 2-2 contro il West Ham. La stagione si è conclusa con la retrocessione all'ultimo posto in classifica del club con appena 25 punti.
Dopo la retrocessione del club, è rimasto arrivando a disputare 3 presenze senza reti in Championship prima di venire ceduto verso la fine di agosto.

#### Rennes
Il 31 agosto 2017 passa in prestito al Rennes, tornando coì a giocare in Francia. Al Rennes ha trovato come allenatore Sabri Lamouchi (anch'egli franco-tunisino) che lo ha schierato anche come punta e con successo durante la stagione.

Il 14 ottobre 2017 ha ricevuto due cartellini gialli in 10 secondi rimediando così un'espulsione nel derby della Bretagna perso per 2-0 contro il Guingamp. Al di là di quest'espulsione la sua stagione con il club bretone è stata positiva, e lui è ha segnato 9 reti in 24 partite disputate in Ligue 1.

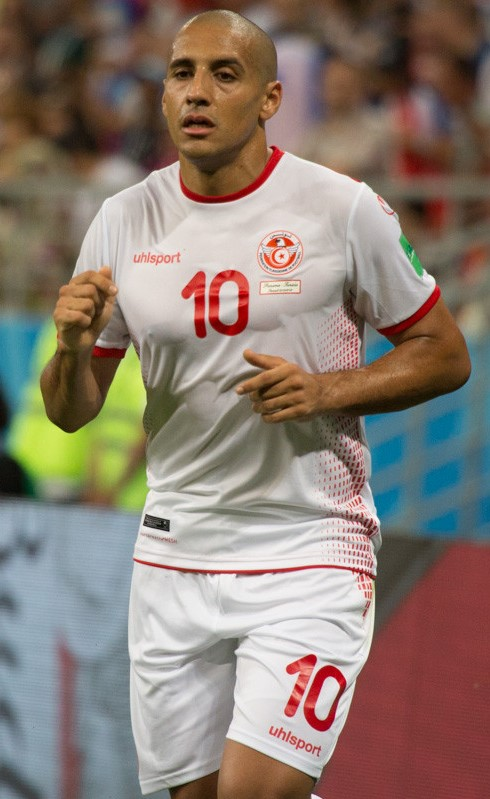
Khazri in azione con la maglia della nazionale tunisina ai Mondiali 2018.

#### Sant-Étienne
Terminato il prestito al Rennes, torna al Sunderland, club che ha vissuto la seconda retrocessione consecutiva questa volta dalla Championship alla League One. Il 17 luglio 2018 si trasferisce così a titolo definitivo al Saint-Étienne con cui stipula un contratto quadriennale.
Al debutto con i biancoverdi va subito in rete in occasione della sfida vinta per 2-1 contro il Guingamp l'11 agosto alla prima giornata di campionato. Al Saint-Étienne è stato voluto dall'allenatore dei verdi Jean-Louis Gasset e convinto a venire dall'ex compagno ai tempi del Sunderland Yann M'Vila, e anche in questo caso è stato utilizzato come punta e con risultati ancora migliori dell'anno precedente visto a dicembre aveva segnato già 8 goal.

#### Montpellier
Il 27 giugno 2022 viene ingaggiato dal Montpellier. Sceglie d'indossare la maglia numero 99, diventando il primo calciatore a indossarla nella storia del club.

### Nazionale
A livello giovanile ha rappresentato la selezione Under-20 tunisina nel 2009 e quella under-21 francese nel 2012.
Dal 2013, inizia a giocare per la nazionale tunisina, con la quale ha partecipato a tre edizioni della Coppa d'Africa: 2013, 2015 e 2017.
Viene convocato per i Mondiali 2018, dove è il capitano della squadra nordafricana al ritorno a un Mondiale dopo 12 anni.
Segna due gol nel corso della competizione: il primo nella sconfitta per 5-2 contro il Belgio, il secondo è un gol storico in quanto è quello del definitivo 2-1 nella vittoria contro Panama, che torna a far vincere alla selezione magrebina una partita dei Mondiali, cosa che non capitava dal 1978 (3-1 contro il Messico quella volta). Il suo goal è stato il goal numero 2.500 nella storia della competizione. Con le sue due reti, è il miglior marcatore della Tunisia al Mondiale.
Successivamente viene convocato per la Coppa d'Africa nel 2019 e nel 2021.
Convocato dal CT Jalel Kadri per disputare la fase finale del campionato del mondo 2022, il 30 novembre dello stesso anno Khazri realizza il gol del decisivo 1-0 contro la Francia nell'ultima partita della fase a gironi, che però non evita l'eliminazione al primo turno dei tunisini. Al termine della competizione, l'attaccante annuncia il proprio addio alla nazionale, di cui è uno dei primatisti per gol segnati (con 25 reti in 74 partite).

## Statistiche

### Presenze e reti nei club
Statistiche aggiornate al 10 maggio 2025.
| Stagione             | Squadra              | Campionato           | Campionato | Campionato | Coppe nazionali | Coppe nazionali | Coppe nazionali | Coppe continentali | Coppe continentali | Coppe continentali | Altre coppe | Altre coppe | Altre coppe | Totale | Totale |
| Stagione             | Squadra              | Comp                 | Pres       | Reti       | Comp            | Pres            | Reti            | Comp               | Pres               | Reti               | Comp        | Pres        | Reti        | Pres   | Reti   |
| -------------------- | -------------------- | -------------------- | ---------- | ---------- | --------------- | --------------- | --------------- | ------------------ | ------------------ | ------------------ | ----------- | ----------- | ----------- | ------ | ------ |
| 2008-2009            | Bastia               | L2                   | 12         | 3          | CF+CdL          | 0+0             | 0+0             | -                  | -                  | -                  | -           | -           | -           | 12     | 3      |
| 2009-2010            | Bastia               | L2                   | 31         | 2          | CF+CdL          | 1+1             | 0+0             | -                  | -                  | -                  | -           | -           | -           | 33     | 2      |
| 2010-2011            | Bastia               | N1                   | 34         | 5          | CF+CdL          | 1+4             | 0+1             | -                  | -                  | -                  | -           | -           | -           | 39     | 6      |
| 2011-2012            | Bastia               | L2                   | 33         | 10         | CF+CdL          | 2+0             | 1+0             | -                  | -                  | -                  | -           | -           | -           | 35     | 11     |
| 2012-2013            | Bastia               | L1                   | 29         | 7          | CF+CdL          | 0+3             | 0+0             | -                  | -                  | -                  | -           | -           | -           | 32     | 7      |
| 2013-2014            | Bastia               | L1                   | 32         | 6          | CF+CdL          | 1+1             | 1+0             | -                  | -                  | -                  | -           | -           | -           | 34     | 7      |
| Totale SC Bastia     | Totale SC Bastia     | Totale SC Bastia     | 171        | 33         |                 | 14              | 3               |                    | -                  | -                  |             | -           | -           | 185    | 36     |
| 2014-2015            | Bordeaux             | L1                   | 32         | 9          | CF+CdL          | 1+1             | 0+0             | -                  | -                  | -                  | -           | -           | -           | 34     | 9      |
| 2015-gen. 2016       | Bordeaux             | L1                   | 20         | 5          | CF+CdL          | 1+1             | 0+0             | UEL                | 8                  | 1                  | -           | -           | -           | 30     | 6      |
| Totale Bordeaux      | Totale Bordeaux      | Totale Bordeaux      | 52         | 14         |                 | 4               | 0               |                    | 8                  | 1                  |             | -           | -           | 64     | 15     |
| feb.-giu. 2016       | Sunderland           | PL                   | 14         | 2          | FACup+CdL       | -               | -               | -                  | -                  | -                  | -           | -           | -           | 14     | 2      |
| 2016-2017            | Sunderland           | PL                   | 21         | 1          | FACup+CdL       | 0+2             | 0+0             | -                  | -                  | -                  | -           | -           | -           | 23     | 1      |
| ago. 2017            | Sunderland           | FLC                  | 3          | 0          | FACup+CdL       | 0+2             | 0+0             | -                  | -                  | -                  | -           | -           | -           | 5      | 0      |
| Totale Sunderland    | Totale Sunderland    | Totale Sunderland    | 38         | 3          |                 | 4               | 0               |                    | -                  | -                  |             | -           | -           | 42     | 3      |
| set. 2017-2018       | Rennes               | L1                   | 24         | 9          | CF+CdL          | 1+4             | 0+2             | -                  | -                  | -                  | -           | -           | -           | 29     | 11     |
| 2018-2019            | Saint-Étienne        | L1                   | 32         | 13         | CF+CdL          | 2+1             | 1+0             | -                  | -                  | -                  | -           | -           | -           | 35     | 14     |
| 2019-2020            | Saint-Étienne        | L1                   | 16         | 3          | CF+CdL          | 3+1             | 1+0             | UEL                | 3                  | 2                  | -           | -           | -           | 23     | 6      |
| 2020-2021            | Saint-Étienne        | L1                   | 22         | 7          | CF              | 1               | 0               | -                  | -                  | -                  | -           | -           | -           | 23     | 7      |
| 2021-2022            | Saint-Étienne        | L1                   | 30+2       | 10         | CF              | 1               | 0               | -                  | -                  | -                  | -           | -           | -           | 33     | 10     |
| Totale Saint-Étienne | Totale Saint-Étienne | Totale Saint-Étienne | 100+2      | 33         |                 | 9               | 2               |                    | 3                  | 2                  |             | -           | -           | 114    | 37     |
| 2022-2023            | Montpellier          | L1                   | 27         | 4          | CF              | 1               | 0               | -                  | -                  | -                  | -           | -           | -           | 28     | 4      |
| 2023-2024            | Montpellier          | L1                   | 25         | 1          | CF              | 3               | 0               | -                  | -                  | -                  | -           | -           | -           | 28     | 1      |
| 2024-2025            | Montpellier          | L1                   | 30         | 1          | CF              | 1               | 0               | -                  | -                  | -                  | -           | -           | -           | 31     | 1      |
| Totale Montpellier   | Totale Montpellier   | Totale Montpellier   | 82         | 6          |                 | 5               | 0               |                    | -                  | -                  |             | -           | -           | 87     | 6      |
| Totale carriera      | Totale carriera      | Totale carriera      | 469        | 98         |                 | 41              | 7               |                    | 11                 | 3                  |             | -           | -           | 521    | 108    |

### Cronologia presenze e reti in nazionale
| Cronologia completa delle presenze e delle reti in nazionale ― Tunisia | Cronologia completa delle presenze e delle reti in nazionale ― Tunisia | Cronologia completa delle presenze e delle reti in nazionale ― Tunisia | Cronologia completa delle presenze e delle reti in nazionale ― Tunisia | Cronologia completa delle presenze e delle reti in nazionale ― Tunisia | Cronologia completa delle presenze e delle reti in nazionale ― Tunisia | Cronologia completa delle presenze e delle reti in nazionale ― Tunisia | Cronologia completa delle presenze e delle reti in nazionale ― Tunisia |
| Data                                                                   | Città                                                                  | In casa                                                                | Risultato                                                              | Ospiti                                                                 | Competizione                                                           | Reti                                                                   | Note                                                                   |
| ---------------------------------------------------------------------- | ---------------------------------------------------------------------- | ---------------------------------------------------------------------- | ---------------------------------------------------------------------- | ---------------------------------------------------------------------- | ---------------------------------------------------------------------- | ---------------------------------------------------------------------- | ---------------------------------------------------------------------- |
| 7-1-2013                                                               | Al Wakrah                                                              | Tunisia                                                                | 1 – 1                                                                  | Etiopia                                                                | Amichevole                                                             | -                                                                      | 46’                                                                    |
| 10-1-2013                                                              | Al Wakrah                                                              | Gabon                                                                  | 1 – 1                                                                  | Tunisia                                                                | Amichevole                                                             | -                                                                      | 46’                                                                    |
| 13-1-2013                                                              | Kumasi                                                                 | Ghana                                                                  | 4 – 2                                                                  | Tunisia                                                                | Amichevole                                                             | -                                                                      | 60’                                                                    |
| 30-1-2013                                                              | Nelspruit                                                              | Togo                                                                   | 1 – 1                                                                  | Tunisia                                                                | Coppa d'Africa 2013 - 1º turno                                         | -                                                                      | 52’ 62’                                                                |
| 23-3-2013                                                              | Radès                                                                  | Tunisia                                                                | 2 – 1                                                                  | Sierra Leone                                                           | Qual. Mondiali 2014                                                    | 1                                                                      | 59’                                                                    |
| 14-8-2013                                                              | Radès                                                                  | Tunisia                                                                | 3 – 0                                                                  | Rep. del Congo                                                         | Amichevole                                                             | 1                                                                      | 57’                                                                    |
| 7-9-2013                                                               | Radès                                                                  | Tunisia                                                                | 3 – 0 tav                                                              | Capo Verde                                                             | Qual. Mondiali 2014                                                    | -                                                                      | 84’                                                                    |
| 5-3-2014                                                               | Cornellà de Llobregat                                                  | Colombia                                                               | 1 – 1                                                                  | Tunisia                                                                | Amichevole                                                             | 1                                                                      | 46’                                                                    |
| 6-9-2014                                                               | Monastir                                                               | Tunisia                                                                | 2 – 1                                                                  | Botswana                                                               | Qual. Coppa d'Africa 2015                                              | 1                                                                      | 81’ 85’                                                                |
| 10-9-2014                                                              | Il Cairo                                                               | Egitto                                                                 | 0 – 1                                                                  | Tunisia                                                                | Qual. Coppa d'Africa 2015                                              | -                                                                      | 87’                                                                    |
| 10-10-2014                                                             | Dakar                                                                  | Senegal                                                                | 0 – 0                                                                  | Tunisia                                                                | Qual. Coppa d'Africa 2015                                              | -                                                                      | 88’                                                                    |
| 15-10-2014                                                             | Monastir                                                               | Tunisia                                                                | 1 – 0                                                                  | Senegal                                                                | Qual. Coppa d'Africa 2015                                              | -                                                                      | 40’ 62’                                                                |
| 19-11-2014                                                             | Monastir                                                               | Tunisia                                                                | 2 – 1                                                                  | Egitto                                                                 | Qual. Coppa d'Africa 2015                                              | 1                                                                      | 45’                                                                    |
| 11-1-2015                                                              | Radès                                                                  | Tunisia                                                                | 1 – 1                                                                  | Algeria                                                                | Amichevole                                                             | 1                                                                      | 73’                                                                    |
| 18-1-2015                                                              | Ebebiyín                                                               | Tunisia                                                                | 1 – 1                                                                  | Capo Verde                                                             | Coppa d'Africa 2015 - 1º turno                                         | -                                                                      | 15’ 82’                                                                |
| 22-1-2015                                                              | Ebebiyín                                                               | Zambia                                                                 | 1 – 2                                                                  | Tunisia                                                                | Coppa d'Africa 2015 - 1º turno                                         | -                                                                      | 66’                                                                    |
| 26-1-2015                                                              | Ebebiyín                                                               | RD del Congo                                                           | 1 – 1                                                                  | Tunisia                                                                | Coppa d'Africa 2015 - 1º turno                                         | -                                                                      | 77’                                                                    |
| 31-1-2015                                                              | Bata                                                                   | Tunisia                                                                | 1 – 2 dts                                                              | Guinea Equatoriale                                                     | Coppa d'Africa 2015 - Quarti di finale                                 | -                                                                      | 85’                                                                    |
| 12-6-2015                                                              | Radès                                                                  | Tunisia                                                                | 8 – 1                                                                  | Gibuti                                                                 | Qual. Coppa d'Africa 2017                                              | -                                                                      | 65’                                                                    |
| 9-10-2015                                                              | Radès                                                                  | Tunisia                                                                | 3 – 3                                                                  | Gabon                                                                  | Amichevole                                                             | 1                                                                      | 81’                                                                    |
| 13-11-2015                                                             | Nouakchott                                                             | Mauritania                                                             | 1 – 2                                                                  | Tunisia                                                                | Qual. Mondiali 2018                                                    | 1                                                                      | 15’ 62’                                                                |
| 17-11-2015                                                             | Radès                                                                  | Tunisia                                                                | 2 – 1                                                                  | Mauritania                                                             | Qual. Mondiali 2018                                                    | -                                                                      | 77’                                                                    |
| 3-6-2016                                                               | Gibuti                                                                 | Gibuti                                                                 | 0 – 3                                                                  | Tunisia                                                                | Qual. Coppa d'Africa 2017                                              | -                                                                      | cap. 83’                                                               |
| 4-9-2016                                                               | Monastir                                                               | Tunisia                                                                | 4 – 1                                                                  | Liberia                                                                | Qual. Coppa d'Africa 2017                                              | 1                                                                      | 82’                                                                    |
| 9-10-2016                                                              | Monastir                                                               | Tunisia                                                                | 2 – 0                                                                  | Guinea                                                                 | Qual. Mondiali 2018                                                    | -                                                                      | 90+1’                                                                  |
| 11-11-2016                                                             | Bologhine                                                              | Libia                                                                  | 0 – 1                                                                  | Tunisia                                                                | Qual. Mondiali 2018                                                    | 1                                                                      | 83’                                                                    |
| 15-11-2016                                                             | Gabès                                                                  | Tunisia                                                                | 0 – 0                                                                  | Mauritania                                                             | Amichevole                                                             | -                                                                      | 58’                                                                    |
| 8-1-2017                                                               | Il Cairo                                                               | Egitto                                                                 | 1 – 0                                                                  | Tunisia                                                                | Amichevole                                                             | -                                                                      | 16’                                                                    |
| 15-1-2017                                                              | Franceville                                                            | Tunisia                                                                | 0 – 2                                                                  | Senegal                                                                | Coppa d'Africa 2017 - 1º turno                                         | -                                                                      | 46’                                                                    |
| 19-1-2017                                                              | Franceville                                                            | Algeria                                                                | 1 – 2                                                                  | Tunisia                                                                | Coppa d'Africa 2017 - 1º turno                                         | -                                                                      | 73’                                                                    |
| 23-1-2017                                                              | Libreville                                                             | Zimbabwe                                                               | 2 – 4                                                                  | Tunisia                                                                | Coppa d'Africa 2017 - 1º turno                                         | 1                                                                      | 63’                                                                    |
| 28-1-2017                                                              | Libreville                                                             | Burkina Faso                                                           | 2 – 0                                                                  | Tunisia                                                                | Coppa d'Africa 2017 - Quarti di finale                                 | -                                                                      | 63’                                                                    |
| 7-10-2017                                                              | Conakry                                                                | Guinea                                                                 | 1 – 4                                                                  | Tunisia                                                                | Qual. Mondiali 2018                                                    | -                                                                      | 78’                                                                    |
| 11-11-2017                                                             | Radès                                                                  | Tunisia                                                                | 0 – 0                                                                  | Libia                                                                  | Qual. Mondiali 2018                                                    | -                                                                      | 70’                                                                    |
| 23-3-2018                                                              | Rades                                                                  | Tunisia                                                                | 1 – 0                                                                  | Iran                                                                   | Amichevole                                                             | -                                                                      | cap. 79’ 80’                                                           |
| 27-3-2018                                                              | Nizza                                                                  | Tunisia                                                                | 1 – 0                                                                  | Costa Rica                                                             | Amichevole                                                             | 1                                                                      | cap. 31’ 76’                                                           |
| 18-6-2018                                                              | Volgograd                                                              | Tunisia                                                                | 1 – 2                                                                  | Inghilterra                                                            | Mondiali 2018 - 1º turno                                               | -                                                                      | cap. 85’                                                               |
| 23-6-2018                                                              | Mosca                                                                  | Belgio                                                                 | 5 – 2                                                                  | Tunisia                                                                | Mondiali 2018 - 1º turno                                               | 1                                                                      | cap.                                                                   |
| 28-6-2018                                                              | Saransk                                                                | Panama                                                                 | 1 – 2                                                                  | Tunisia                                                                | Mondiali 2018 - 1º turno                                               | 1                                                                      | 89’                                                                    |
| 9-9-2018                                                               | Manzini                                                                | eSwatini                                                               | 0 – 2                                                                  | Tunisia                                                                | Qual. Coppa d'Africa 2019                                              | -                                                                      | cap.                                                                   |
| 16-11-2018                                                             | Alessandria d'Egitto                                                   | Egitto                                                                 | 3 – 2                                                                  | Tunisia                                                                | Qual. Coppa d'Africa 2019                                              | -                                                                      | Cap.                                                                   |
| 20-11-2018                                                             | Radès                                                                  | Tunisia                                                                | 0 – 1                                                                  | Marocco                                                                | Amichevole                                                             | -                                                                      | cap. 86’                                                               |
| 7-6-2019                                                               | Radès                                                                  | Tunisia                                                                | 2 – 0                                                                  | Iraq                                                                   | Amichevole                                                             | 1                                                                      |                                                                        |
| 11-6-2019                                                              | Varaždin                                                               | Croazia                                                                | 1 – 2                                                                  | Tunisia                                                                | Amichevole                                                             | -                                                                      | 83’                                                                    |
| 24-6-2019                                                              | Suez                                                                   | Tunisia                                                                | 1 – 1                                                                  | Angola                                                                 | Coppa d'Africa 2019 - 1º turno                                         | -                                                                      |                                                                        |
| 28-6-2019                                                              | Suez                                                                   | Tunisia                                                                | 1 – 1                                                                  | Mali                                                                   | Coppa d'Africa 2019 - 1º turno                                         | 1                                                                      | Cap.                                                                   |
| 2-7-2019                                                               | Suez                                                                   | Mauritania                                                             | 0 – 0                                                                  | Tunisia                                                                | Coppa d'Africa 2019 - 1º turno                                         | -                                                                      |                                                                        |
| 8-7-2019                                                               | Ismailia                                                               | Ghana                                                                  | 1 – 1 dts (4 – 5 dtr)                                                  | Tunisia                                                                | Coppa d'Africa 2019 - Ottavi di finale                                 | -                                                                      | 68’                                                                    |
| 11-7-2019                                                              | Il Cairo                                                               | Madagascar                                                             | 0 – 3                                                                  | Tunisia                                                                | Coppa d'Africa 2019 - Quarti di finale                                 | -                                                                      |                                                                        |
| 14-7-2019                                                              | Il Cairo                                                               | Senegal                                                                | 1 – 0 dts                                                              | Tunisia                                                                | Coppa d'Africa 2019 - Semifinale                                       | -                                                                      |                                                                        |
| 17-7-2019                                                              | Il Cairo                                                               | Tunisia                                                                | 0 – 1                                                                  | Nigeria                                                                | Coppa d'Africa 2019 - Finale 3º posto                                  | -                                                                      | cap.                                                                   |
| 15-11-2019                                                             | Radès                                                                  | Tunisia                                                                | 4 – 1                                                                  | Libia                                                                  | Qual. Coppa d'Africa 2021                                              | 2                                                                      |                                                                        |
| 19-11-2019                                                             | Malabo                                                                 | Guinea Equatoriale                                                     | 0 – 1                                                                  | Tunisia                                                                | Qual. Coppa d'Africa 2021                                              | 1                                                                      | 80’ 82’                                                                |
| 9-10-2020                                                              | Tunisi                                                                 | Tunisia                                                                | 3 – 0                                                                  | Sudan                                                                  | Amichevole                                                             | -                                                                      | cap. 64’                                                               |
| 13-10-2020                                                             | Abuja                                                                  | Nigeria                                                                | 1 – 1                                                                  | Tunisia                                                                | Amichevole                                                             | -                                                                      | 76’ 90’                                                                |
| 13-11-2020                                                             | Radès                                                                  | Tunisia                                                                | 1 – 0                                                                  | Tanzania                                                               | Qual. Coppa d'Africa 2021                                              | -                                                                      | 90+4’                                                                  |
| 17-11-2020                                                             | Dar es Salaam                                                          | Tanzania                                                               | 1 – 1                                                                  | Tunisia                                                                | Qual. Coppa d'Africa 2021                                              | -                                                                      | 43’ 78’                                                                |
| 5-6-2021                                                               | Radès                                                                  | Tunisia                                                                | 1 – 0                                                                  | RD del Congo                                                           | Amichevole                                                             | -                                                                      | 85’                                                                    |
| 11-6-2021                                                              | Radès                                                                  | Tunisia                                                                | 0 – 2                                                                  | Algeria                                                                | Amichevole                                                             | -                                                                      | cap. 42’ 74’                                                           |
| 3-9-2021                                                               | Tunisi                                                                 | Tunisia                                                                | 3 – 0                                                                  | Guinea Equatoriale                                                     | Qual. Mondiali 2022                                                    | 1                                                                      | cap.                                                                   |
| 7-9-2021                                                               | Ndola                                                                  | Zambia                                                                 | 0 – 2                                                                  | Tunisia                                                                | Qual. Mondiali 2022                                                    | 1                                                                      | cap. 54’ 74’                                                           |
| 7-10-2021                                                              | Radès                                                                  | Tunisia                                                                | 3 – 0                                                                  | Mauritania                                                             | Qual. Mondiali 2022                                                    | 1                                                                      | cap. 66’                                                               |
| 10-10-2021                                                             | Nouakchott                                                             | Mauritania                                                             | 0 – 0                                                                  | Tunisia                                                                | Qual. Mondiali 2022                                                    | -                                                                      | 85’                                                                    |
| 13-11-2021                                                             | Malabo                                                                 | Guinea Equatoriale                                                     | 1 – 0                                                                  | Tunisia                                                                | Qual. Mondiali 2022                                                    | -                                                                      | cap.                                                                   |
| 16-11-2021                                                             | Tunisi                                                                 | Tunisia                                                                | 3 – 1                                                                  | Zambia                                                                 | Qual. Mondiali 2022                                                    | -                                                                      | cap. 61’ 88’                                                           |
| 12-1-2022                                                              | Limbe                                                                  | Tunisia                                                                | 0 – 1                                                                  | Mali                                                                   | Coppa d'Africa 2021 - 1º turno                                         | -                                                                      | cap.                                                                   |
| 16-1-2022                                                              | Limbe                                                                  | Tunisia                                                                | 4 – 0                                                                  | Mauritania                                                             | Coppa d'Africa 2021 - 1º turno                                         | 2                                                                      | cap. 15’ 80’                                                           |
| 23-1-2022                                                              | Garoua                                                                 | Nigeria                                                                | 0 – 1                                                                  | Tunisia                                                                | Coppa d'Africa 2021 - Ottavi di finale                                 | -                                                                      | 86’                                                                    |
| 29-1-2022                                                              | Garoua                                                                 | Burkina Faso                                                           | 1 – 0                                                                  | Tunisia                                                                | Coppa d'Africa 2021 - Quarti di finale                                 | -                                                                      | cap.                                                                   |
| 22-9-2022                                                              | Orléans                                                                | Comore                                                                 | 0 – 1                                                                  | Tunisia                                                                | Amichevole                                                             | -                                                                      | cap. 70’                                                               |
| 27-9-2022                                                              | Parigi                                                                 | Brasile                                                                | 5 – 1                                                                  | Tunisia                                                                | Amichevole                                                             | -                                                                      | 62’                                                                    |
| 16-11-2022                                                             | Al Rayyan                                                              | Tunisia                                                                | 2 – 0                                                                  | Iran                                                                   | Amichevole                                                             | -                                                                      |                                                                        |
| 26-11-2022                                                             | Al Wakrah                                                              | Tunisia                                                                | 0 – 1                                                                  | Australia                                                              | Mondiali 2022 - 1º turno                                               | -                                                                      | 67’                                                                    |
| 30-11-2022                                                             | Al Rayyan                                                              | Tunisia                                                                | 1 – 0                                                                  | Francia                                                                | Mondiali 2022 - 1º turno                                               | 1                                                                      | cap. 58’                                                               |
| Totale                                                                 |                                                                        | Presenze                                                               | 74                                                                     |                                                                        | Reti (2º posto)                                                        | 25                                                                     |                                                                        |

## Palmarès

### Club

#### Competizioni nazionali
- Championnat National: 1

Bastia: 2010-2011
- Campionato francese di seconda divisione: 1

Bastia: 2011-2012